# Онси-л-Фран
Онси-л-Фран (фр. Ancy-le-Franc) насеље је и општина у источном делу централне Француске у региону Бургоња, у департману Јон која припада префектури Авалон.
По подацима из 2011. године у општини је живело 988 становника, а густина насељености је износила 50,28 становника/km². Општина се простире на површини од 19,65 km². Налази се на средњој надморској висини од 193 метара (максималној 302 m, а минималној 169 m).

## Демографија
| 1962. | 1968. | 1975. | 1982. | 1990. | 1999. | 2011. |
| ----- | ----- | ----- | ----- | ----- | ----- | ----- |
| 1.205 | 1.220 | 1.236 | 1.188 | 1.174 | 1.108 | 988   |

График промене броја становника у току последњих година